# Kenji Dai
Kenji Dai (代 健司 Dai Kenji?, Hiroshima, Hiroshima, 27 de marzo de 1989) es un futbolista japonés que juega como defensa en el Tegevajaro Miyazaki.

## Trayectoria

### Clubes
| Club                            | País  | Año       |
| ------------------------------- | ----- | --------- |
| Mito HollyHock                  | Japón | 2011-2012 |
| Ehime FC                        | Japón | 2013-2015 |
| Renofa Yamaguchi F. C. (cedido) | Japón | 2015      |
| Kataller Toyama                 | Japón | 2016-2019 |
| Tegevajaro Miyazaki             | Japón | 2020-     |